# Cylindromyia auriceps
Cylindromyia auriceps är en tvåvingeart som först beskrevs av Johann Wilhelm Meigen 1838.  Cylindromyia auriceps ingår i släktet Cylindromyia och familjen parasitflugor. Arten är reproducerande i Sverige. Inga underarter finns listade i Catalogue of Life.

## Bildgalleri

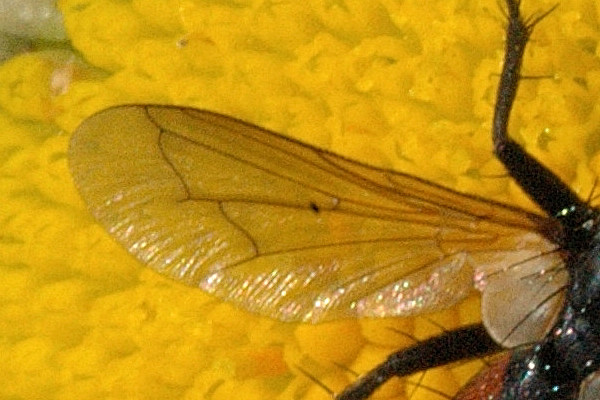